# Ferrari 312 T5
La Ferrari 312 T5 fu la monoposto della Scuderia Ferrari realizzata per partecipare al Campionato mondiale di Formula 1 1980.
Viene ricordata come la vettura da corsa meno competitiva mai realizzata dalla Ferrari: conquistò appena 8 punti iridati, senza mai andare oltre il quinto posto nelle gare. Progettata da Mauro Forghieri e pilotata da Jody Scheckter e Gilles Villeneuve, era sostanzialmente una evoluzione della 312 T4.

## Sviluppo
La 312 T5 venne presentata nel novembre 1979 e costituiva un semplice e modesto aggiornamento della precedente 312 T4: l'affermarsi dei propulsori turbo aveva infatti spinto la Ferrari a concentrarsi, già durante la stagione 1979, sullo sviluppo di una vettura sovralimentata, da portare all'esordio nel campionato 1981. Le novità rispetto alla T4 furono minime e consistevano essenzialmente in nuovi freni posteriori, sospensioni, pance laterali e carenatura leggermente modificate. Per affinare l'aerodinamica vennero condotte sessioni di studio e sviluppo nella galleria del vento della Pininfarina.

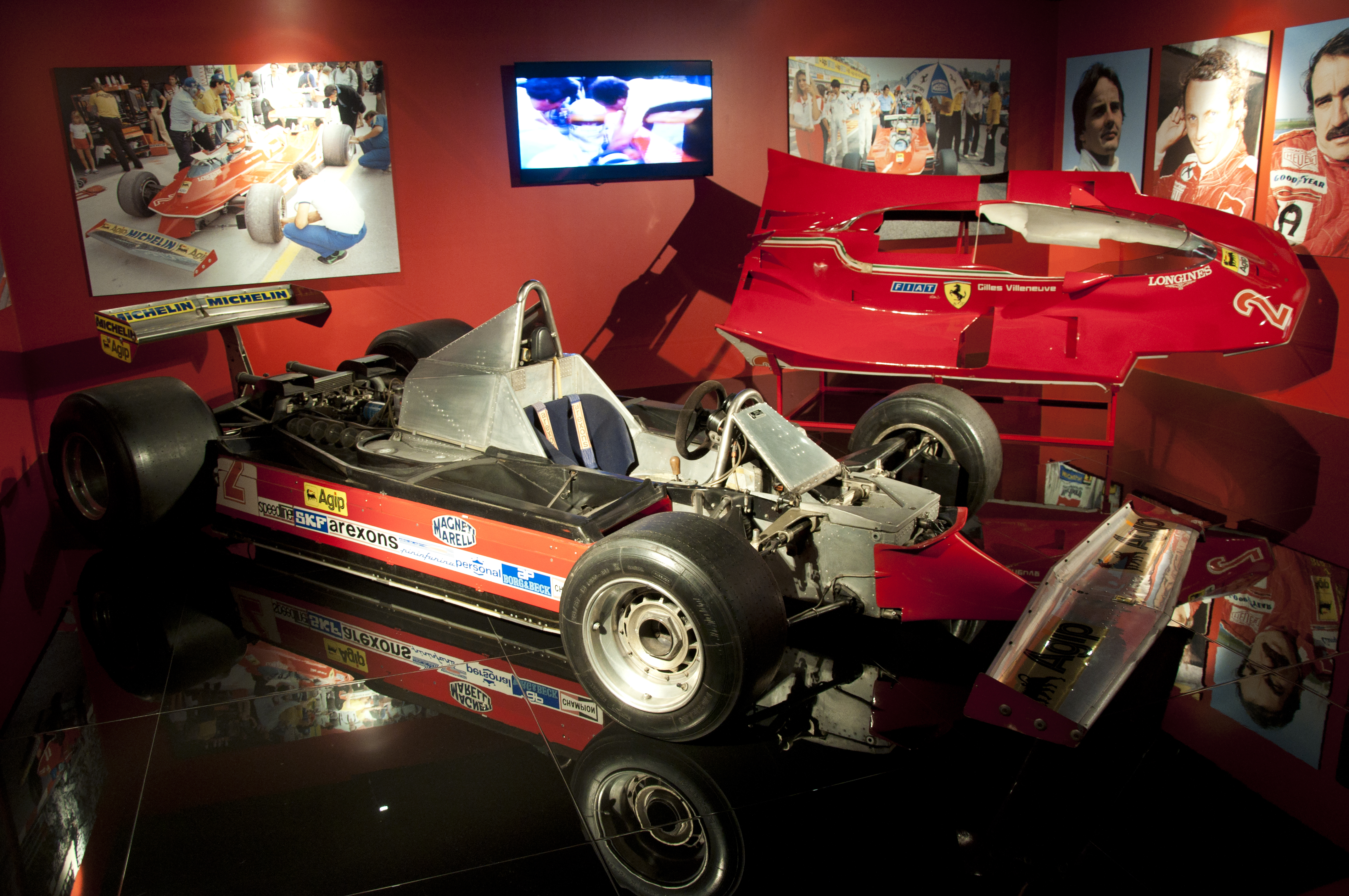
Una 312 T5 esposta al Museo dell'automobile di Torino con il telaio tubolare in vista

Le scarse innovazioni rispetto alla concorrenza avevano tuttavia azzerato la competitività del progetto. Il limite principale era infatti la prosecuzione dell'impiego del motore aspirato a 12 cilindri contrapposti (il Tipo 015 "piatto"), che sebbene meno voluminoso rispetto al 1979, era comunque molto ingombrante e continuava a impattare negativamente sull'efficienza delle minigonne, limitando lo sviluppo di effetto suolo.
Inoltre, mentre alcune scuderie erano già passate ai materiali compositi, la Ferrari continuava a impiegare per le sue monoposto un telaio tubolare metallico, costituito da tralicci in lega leggera e pannelli in lega di alluminio, una soluzione ormai obsoleta e che inficiava ulteriormente l'efficienza aerodinamica. Ulteriori criticità erano legate agli pneumatici Michelin, che erano ormai ottimizzati per le vetture turbocompresse e sulle monoposto aspirate rendevano molto di meno, oltre  a consumarsi più velocemente.

## Carriera agonistica
Le speranze maturate nei test pre-stagionali sul circuito di Fiorano (dove la 312 T5 registrò tempi migliori di un secondo e mezzo rispetto alla 312 T4) furono presto vanificate alla prova delle gare, dove la monoposto si rivelò assai lontana dal vertice.
Le criticità tecniche furono peraltro acuite dal fattore umano: mentre Gilles Villeneuve si sforzò di competere, tentando di superare i limiti della monoposto, Jody Scheckter, campione del mondo in carica, ormai appagato per il titolo conquistato, apparve spesso demotivato, arrivando anche in un'occasione a mancare la qualificazione, nel Gran Premio del Canada.
La stagione fu quindi una delle peggiori della storia della Ferrari in Formula 1: il team infatti ottenne solo 8 punti iridati (meglio solo delle 7 lunghezze raccolte nella stagione 1969) e concluse al decimo posto nella classifica costruttori, peggior piazzamento mai conseguito. Per la prima volta dal 1973 la Ferrari non ottenne né vittorie, né podi. 
Di fatto la T5 non fu mai sviluppata, in quanto la Ferrari era ormai del tutto concentrata sui lavori di costruzione della nuova monoposto sovralimentata. Durante le prove del GP d'Italia Villeneuve fece quindi i primi giri con la nuova Ferrari 126 C, che si rivelò ben più veloce della T5, ma non venne portata in gara in quanto non ritenuta abbastanza affidabile.
Della 312 T5 furono costruiti in tutto 6 esemplari:
- 312 T5/042: usata nei primi tre Gran Premi da Villenueve;
- 312 T5/043: usata in tre gare da Scheckter e due da Villeneuve a fine stagione;
- 312 T5/044: usata in due gare a testa da Scheckter e Villeneuve;
- 312 T5/045: usata in sei gare da Villeneuve (in Canada nella prima partenza);
- 312 T5/046: usata in otto gare da Scheckter;
- 312 T5/048: usata in quattro gare da Villeneuve.

Il telaio 047 era invece del tipo successivo 126 CK.

### Risultati completi
| Anno | Team                       | Motore           | Gomme | Piloti     |     |     |     |     |   |     |    |     |    |    |   |     |    |     | Punti | Pos. |
| ---- | -------------------------- | ---------------- | ----- | ---------- | --- | --- | --- | --- | - | --- | -- | --- | -- | -- | - | --- | -- | --- | ----- | ---- |
| 1980 | Scuderia Ferrari SpA SEFAC | Ferrari Tipo 015 | M     | Scheckter  | Rit | Rit | Rit | 5   | 8 | Rit | 12 | 10  | 13 | 13 | 9 | 8   | NQ | 11  | 8     | 10º  |
| 1980 | Scuderia Ferrari SpA SEFAC | Ferrari Tipo 015 | M     | Villeneuve | Rit | 16* | Rit | Rit | 6 | 5   | 8  | Rit | 6  | 8  | 7 | Rit | 5  | Rit | 8     | 10º  |

(*) Indica quei piloti che non hanno terminato la gara ma sono ugualmente classificati avendo coperto, come previsto dal regolamento, almeno il 90% della distanza totale.